# جان الثاني كارونديليت
جان الثاني كارونديليت (و. 1469 – 1544 م) هو قانوني، وسياسي، وقاضي من الأراضي المنخفضة البورغندية، ولد في دولي (فرنسا)، توفي في ميشيلين، عن عمر يناهز 75 عاماً.

## مناصب
تولى منصب مطران كاثوليكي ‏
.